# Masthugget
Masthugget é um bairro tradicional da cidade de Gotemburgo, na província histórica de Västergötland, na Suécia.

Pertence à freguesia administrativa de Majorna-Linné.
Tem uma área de 56 ha e uma população de cerca de 11 225 habitantes (2015).
O rendimento médio é ligeiramente acima da média da cidade.

O bairro de Masthugget foi um dos primeiros subúrbios de Gotemburgo, desde o século XVII, onde as famílias dos marinheiros e operários dos estaleiros, manufaturas e cais de embarque e desembarque, criados para servir a recém-criada cidade, viviam em modestas casas de madeira.

## Ruas e praças importantes
- Järntorget
- Första Långgatan
- Andra Långgatan
- Linnégatan
- Masthuggstorget
- Stigbergsliden

## Património
- Masthuggskyrkan (Igreja de Masthugget)
- Masthuggskajen (Cais de Masthugget)
- Saluhallen Briggen (mercado local, inspirado no grande Saluhallen do centro)
- Biblioteca Municipal de Linnéstaden

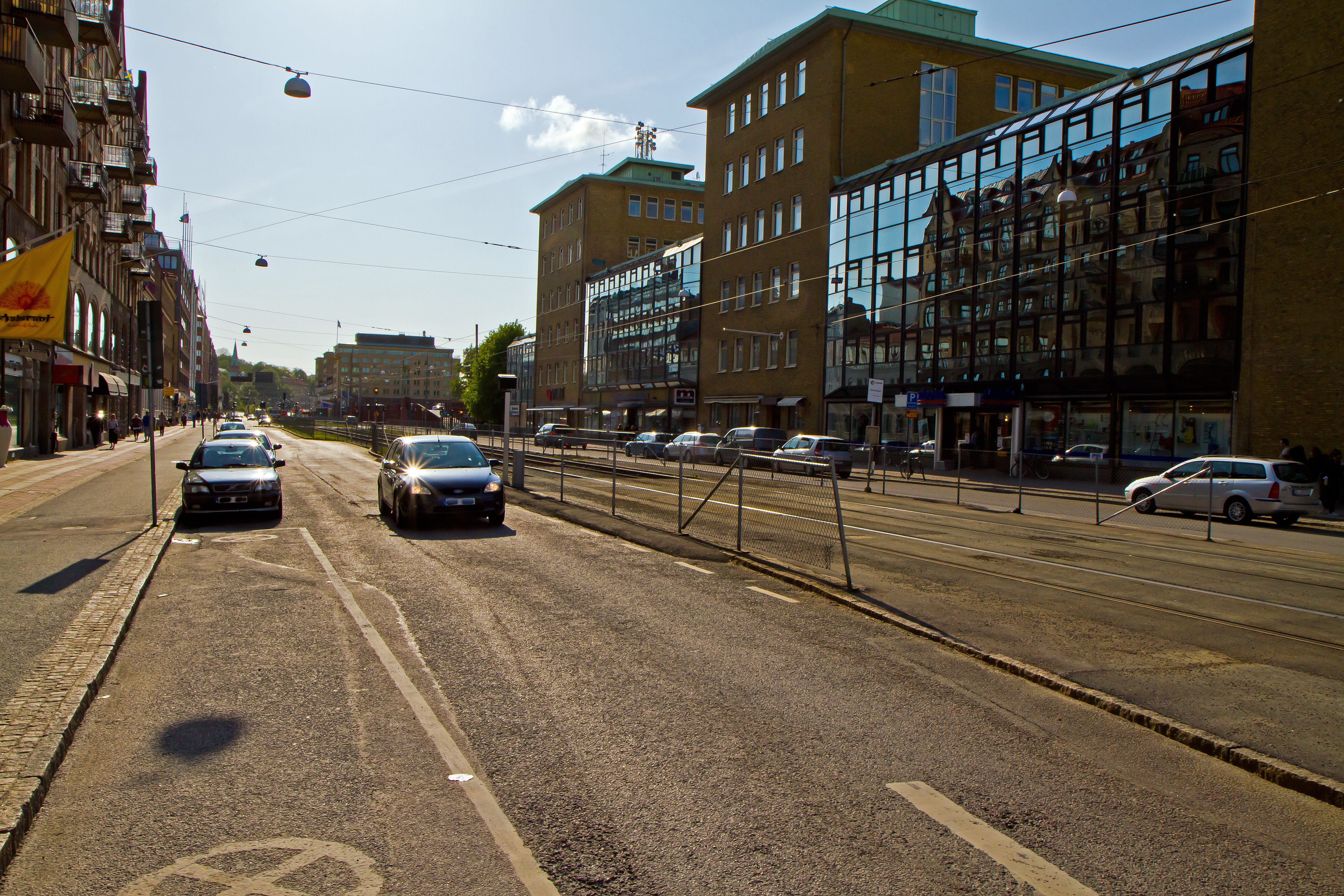
Första Långgatan
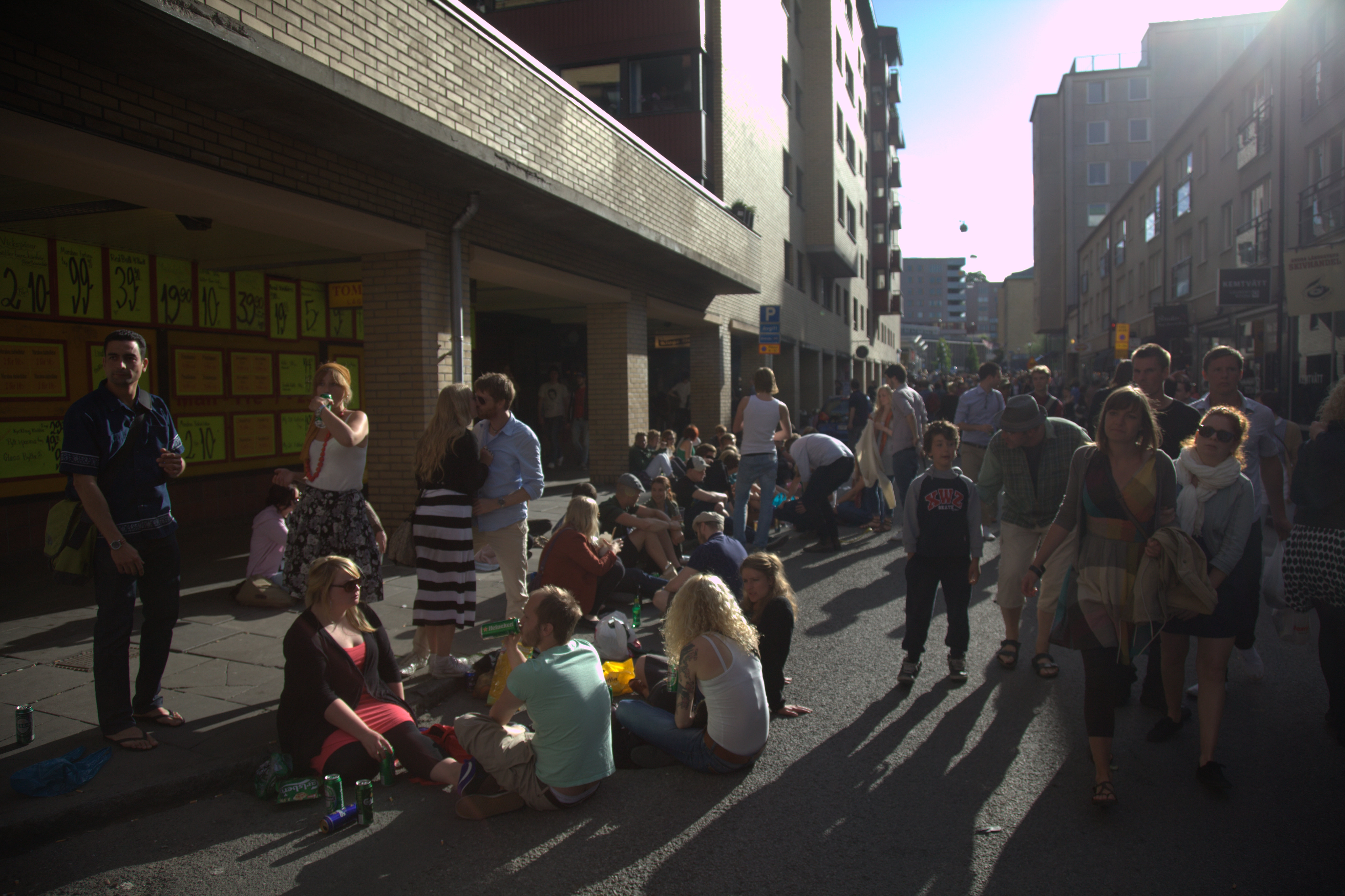
Andra Långgatan
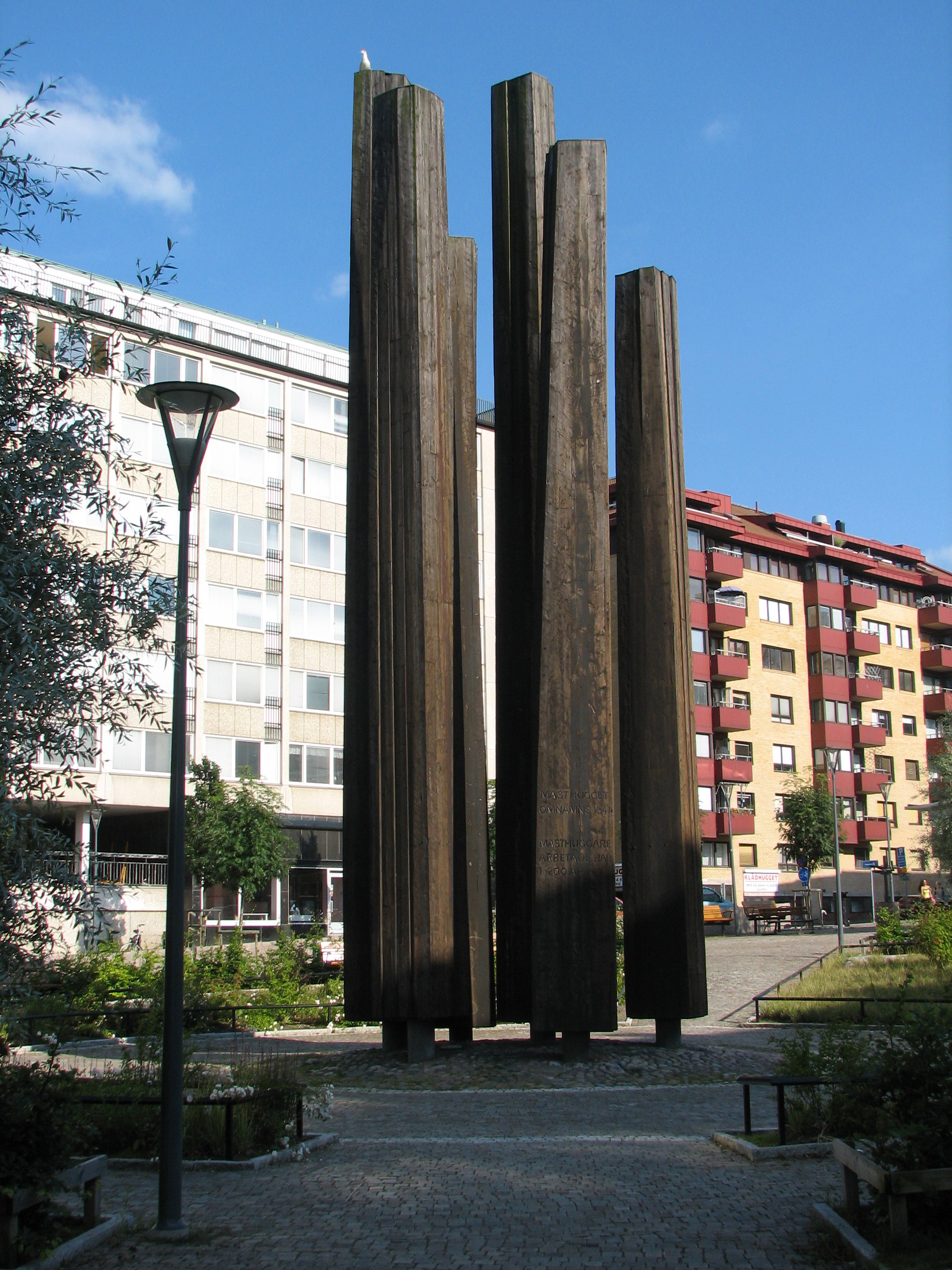
Masthuggstorget